# Jan Krekels
Jan Krekels (n. 26 august 1947, Sittard⁠(d), Limburg, Țările de Jos) este un ciclist de performanță ce a reprezentat Regatul Țărilor de Jos, medaliat olimpic. A participat la o ediție a Jocurilor Olimpice (1968) în care a câștigat o medalie de aur.